# Antropogenetica
Antropogenetica is het medisch vakgebied dat zich bezighoudt met de erfelijkheidsleer van de mens. Het begrip is een samenstelling van de Griekse woorden voor 'mens' (ἄνϑρωπος / ánthrōpos) en 'oorsprong' (γενετικός / genetikós).
De antropogenetica is de wetenschap die erfelijke eigenschappen probeert te beschrijven en te verklaren. Het zeer brede vakgebied omvat o.m. de bestudering van de erfelijkheid en van het daaruit tot stand komen van kenmerken van zowel lichamelijke als psychische aard bij de mens. Bij antropogenetisch diagnostisch onderzoek kan het onder andere gaan om de relatie tussen genen en aandoeningen op het gebied van kanker, doof- en blindheid, spierziekten, hersenstoornissen, geestelijke handicaps en mentale aangeboren afwijkingen. 
Bekende academische centra voor antropogenetisch onderzoek, behandeling en DNA-diagnostiek zijn in Nederland gevestigd in onder andere Nijmegen (umc St Radboud), Amsterdam (AMC, Vumc), Leiden (Lumc), Utrecht (Uumc), Maastricht (Mumc), Groningen (Umcg) en Rotterdam (Erasmus mc). Veel onderzoeksgroepen binnen deze universitair medische centra werken onderling samen, ook internationaal. Daarnaast zijn er gespecialiseerde instellingen als het Antoni van Leeuwenhoek Ziekenhuis/Nederlands Kanker Instituut die antropogenetica-onderzoekswerk verrichten onder andere naar erfelijke tumoren.